# Společenské vědy (školní předmět)
Společenské vědy je školní předmět vyučovaný ve 2.–4. ročníku na středních školách a odpovídajících ročnících na gymnáziích. Jeho prostřednictvím se orientují žáci ve společenských jevech a procesech, které se promítají do každodenního života a mají vliv na utváření společenského klimatu. Vzdělávací obsah jednotlivých ročníků je tematicky rozdělen:
- 2. ročník: psychologie a sociologie;
- 3. ročník: právo a politologie;
- 4. ročník: mezinárodní vztahy, filozofie a religionistika.